# Адам Дівайн
Адам Дівайн (англ. Adam DeVine; нар. 7 листопада 1983) — американський актор, найбільш відомий за головними ролями у фільмах «Ідеальний голос», «Ідеальний голос 2» і «Весільний погром».

## Біографія
Виріс в Омахі, штат Небраска і закінчив середню школу 2002 року. У червні 1995 року, коли Дівайну було 11 років і він штовхав свій велосипед через дорогу, його збив бетонозмішувач. Він зламав усі кістки обох ніг і на два тижні впав у кому. Тоді було незрозуміло, чи зможе Дівайн колись знову ходити. За кілька років йому зробили 25 операцій.
2006 року дебютував на телеекрані. 2007 року отримав невелику роль у фільмі «Матусин синочок» (англ. Mama's Boy).
2012 року зіграв роль Бампера Аллена в музичній комедії «Ідеальний голос». За цей виступ він отримав нагороду Teen Choice Award за кращого лиходія в фільмі та отримав одну номінацію за кращий прорив у фільмі. Він повторив роль Бампера в сиквелі фільму «Ідеальний голос 2». За поцілунок з Ребел Вілсон у цьому фільмі отримав з нею нагороду MTV за найкращий поцілунок.

## Вибрана фільмографія
| Рік  |    | Українська назва                       | Оригінальна назва                | Роль            |
| ---- | -- | -------------------------------------- | -------------------------------- | --------------- |
| 2007 | ф  | Матусин синочок                        | Mama's Boy                       | Алхорн          |
| 2012 | ф  | Ідеальний голос                        | Pitch Perfect                    | Бампер Аллен    |
| 2014 | ф  | Сусіди                                 | Neighbors                        | камео           |
| 2015 | ф  | Останні дівчата                        | The Final Girls                  | Курт            |
| 2015 | ф  | Ідеальний голос 2                      | Pitch Perfect 2                  | Бампер Аллен    |
| 2015 | ф  | Стажер                                 | The Intern                       | Джейсон         |
| 2016 | мф | Льодовиковий період: Курс на зіткнення | Ice Age 5: Collision Course      | Джуліан (голос) |
| 2016 | ф  | Весільний погром                       | Mike and Dave Need Wedding Dates | Майкл Стенгл    |
| 2016 | ф  | Чому він?                              | Why Him?                         | Тайсон Модел    |
| 2017 | мф | Lego Фільм: Бетмен                     | The Lego Batman Movie            | Флеш (голос)    |
| 2018 | ф  | Джексі                                 | Jexi                             | Філ             |
| 2023 | ф  | Родичі поза законом                    | The Out-Laws                     | Овен Браунінг   |